# Егејско војводство
Егејско војводство (итал. Ducato dell' Egeopelago), такође позната и као Архипелашко војводство (итал. Ducato dell’ arcipelago) или Војводство Наксос (названо по главном граду Наксос), је држава, настала после четвртог крсташког рата рат од Млетачке републике на острвима Киклада у Егејском мору. Средиште војводства је било острво Наксос и Парос.

## Стварање Војводства
Италијански полиси (градови-државе), посебно Ђенова, Пиза и Млетачка република биле су заинтересоване за острва Егејског мора много раније од почетака четвртог крсташког рата. У Византији, где су имали своје трговачке колоније, латински гусари у 12. веку све чешће нападају грчка острва. Након распада и поделе Византијског царства 1204. године, у којој је Млетачка република имали главну улогу, Млеци су коначно решили своје историјске интересе у Егејском мору.
Егејско војводство је основао 1207. Марко Санудо, учесник крсташког похода на Византију и нећак бившег млетачког дужда Енрика Дандола, који је у нападу водио млетачку морнарицу. Војводство је установио без сагласности латинског краља Хенрика Фландријског (1206–1216) али имао је помоћ од Марина Дандола, Андрее и Ђеремије Гизи, владара Евбоје Равано дале Карчера и владара Лемнозе Филокала Навиђајозе. У венецијанском Арсеналу је изнајмио осам галеја, које је усидрио у луци Потамидидес, на југо-западу Наксоса. Убрзо након тога заузме већи део острва.
Грчки становници су се окупили у тврђави Апаљарос, у унутрашњости острва, где су се супротстави млетачким окупаторима. Након пет-шест недеља опсаде морају да се предају, упркос помоћи од стране Ђенове, која је била супарник Млетачкој републики. До године 1210. млечани заузму цело острво. Санудо настави са освајањем Милоса и Киклада, после чега се разгласи за војводу Наксоса, односно Архипелага, са седиштем у Наксосу. У граду је обновио јаку тврђаву а оток поделио на 56 феуда, које је поделио присталицама. Војводство је имало вазални статус према Латинском царству са седиштем у Цариграду.  
Санудо је владао Војводством читавих двадесет година (1207–1227). Његови лични поседи били су на острву Парос, Антипарос, Милос, Сифнос, Китнос, Јос, Аморгос, Кимолос, Сикинос, Сирос, Фолегандрос. Егејском војводству су припадала и острва Андрос, који је имао у поседу Енрико Дандоло. Браћи Гизи су припадали Тинос, Миконос, Скирос, Скопелос, Серифос и Кеа. Тира је припала Јакобу Бароцију. Анафи је био у поседу млетачког генерала Леонарда Фоскола. Китера је припала Марку Вењеру. Антикитера је припадала Јакобу Вјару.